# Robert John
Robert John (* 3. Januar 1946 als Robert John Pedrick junior in New York City; † 24. Februar 2025) war ein US-amerikanischer Sänger und Songwriter. Sein Markenzeichen war seine Falsettstimme; sein größter Erfolg war Sad Eyes aus dem Jahr 1979. 

## Leben
Robert John wurde 1946 im New Yorker Stadtteil Brooklyn geboren. Bereits als Jugendlicher war er mit einer Gruppe von Straßenmusikern in New York unterwegs und machte mit zwölf Jahren seine ersten Plattenaufnahmen. Damals war er als Bobby Pedrick erfolgreich. Seine Debütsingle White Bucks and Saddle Shoes im Doo-Wop-Stil erreichte 1958 Platz 74 der US-Charts. Pajama Party war ein weiterer Hit im Jahr darauf, der allerdings die Charts verfehlte.
Danach konnte er aber nicht auf diese Anfangserfolge aufbauen, sondern wechselte während der 1960er Jahre von einer Plattenfirma zur nächsten; mindestens ein halbes Dutzend Mal startete er bei einem anderen Label den Neuanfang, unter anderem bei Shell, Duel, Diamond, MGM und Verve. 1963 versuchte er es kurzzeitig mit Band als Bobby & The Consoles und hatte einen auf New York beschränkten Hit mit dem Titel My Jelly Bean. 1967 war er auch als Musikproduzent für die Band The Carousel tätig.
Ab 1968 nannte er sich Robert John, und langsam kehrte der Erfolg zurück. Mit If You Don’t Want My Love hatte er auch gleich einen weiteren Charthit, der in die Top 50 kam und sogar in Großbritannien erfolgreich war. Es folgte im Zweijahrestakt When the Party’s Over und 1972, mittlerweile war er bei Atlantic Records gelandet, sein erster großer Erfolg mit der Coverversion eines zehn Jahre alten Nummer-1-Hits der Tokens, The Lion Sleeps Tonight. Produzent war Tokens-Mitglied Hank Medress. Das Lied, entstanden aus dem südafrikanischen Lied Mbube aus dem Jahr 1939, war bereits 1961 ein Millionenseller gewesen, und auch Robert John verkaufte über eine Million Exemplare in den USA und kam damit bis auf Platz 3. Es war das einzige Mal, dass er auch in Deutschland in der Hitparade war.
Danach wurde es wieder lange Zeit ruhig um ihn, bevor er 1979 seine Rückkehr feierte. Mit dem selbstgeschriebenen Sad Eyes, einer sanften Popballade, stieg er im Mai in die Billboard-Charts ein und im Oktober eroberte er die Spitze der US-Charts. Es war sein zweiter Millionenseller und erreichte in Großbritannien Platz 31. 
Bis in die 1980er Jahre hinein hatte er noch einige weitere Erfolge, unter anderem mit Coverversionen von Hey There, Lonely Girl, einem Hit der Four Seasons. Allen Songs ist gemeinsam, dass wie schon bei den Originalinterpreten der Falsettgesang von Robert John besonders zur Geltung kommt. 1983 war der Popsänger 25 Jahre nach seinem ersten Hit das letzte Mal in der US-Hitparade vertreten mit Bread and Butter, ehemals ein Nummer-2-Hit für die Newbeats.
Robert John starb im Februar 2025 im Alter von 79 Jahren.

## Diskografie

### Alben
- On The Way Up (1971)
- Robert John (1979)
- Back On The Street (1980)

### Singles
als Bobby Pedrick Jr.
- White Bucks And Saddle Shoes (1958, Big Top)
- Pajama Party (1959, Big Top)

als Bobby & The Consoles
- My Jelly Bean (1963, Diamond)

als Robert John
- If You Don’t Want My Love (1968, Columbia)
- When The Party’s Over (1970, A&M)
- The Lion Sleeps Tonight (1972, Atlantic)
- Hushabye (1972, Atlantic)
- Sad Eyes (1979, EMI)
- Lonely Eyes (1979, EMI)
- Hey There, Lonely Girl (1980, EMI)
- Sherry (1980, EMI)
- Bread And Butter (1983, Motown)